# Lang'ata (Mwanga)
Lang'ata ist ein Verwaltungsbezirk (Ward) des Distrikts Mwanga in der tansanischen Region Kilimandscharo.

## Geografie
Lang'ata liegt im Nordosten von Tansania etwa 40 Kilometer südlich der Regionshauptstadt Moshi. Die Grenze im Westen bildet das Nyumba ya Mungu Reservoir, im Nordwesten der Ruvu und im Nordosten die Usambarabahn.
Der Bezirk grenzt im Nordwesten an Kahe, im Nordosten an Kileo, im Osten an Mwanga, im Südosten an Lembeni, im Süden an Kyria und im Westen über den Stausee Nyumba ya Mungu an Msitu wa Tembo und Arusha Chini. Bei der Volkszählung 2022 lebten 9830 Menschen in 2671 Haushalten auf einer Fläche von 165 Quadratkilometern.

## Gliederung
Der Bezirk besteht aus vier Gemeinden (Mtaa) mit elf Orten (Kitongoji):
| Lang'atabora - Kaza Mwendo - KNCU Kati - Amboni | Lang'ata Kagongo - Kiwanja - Mashine - Barafu - Lang’atandogo | Nyabinda - Jauma - Muungano | Handeni - Kwa Banda - Bunge |

## Wirtschaft und Infrastruktur
- Bildung: Die Lang'ata Bora Secondary School ist eine staatliche weiterführende Schule für Mädchen und Burschen mit einer Ausbildung bis zur 4. Stufe.[8]
- Gesundheit: Im Bezirk befinden sich drei staatliche Apotheken, je eine in den Gemeinden Lang'atabora,[9] Nyabinda[10] und Handeni.[11]